# Liste des médaillés aux Jeux olympiques d'été de 1924
Cet article liste les athlètes ayant remporté une médaille aux Jeux olympiques d'été de 1924 à Paris en France du 4 mai au 27 juillet 1924.

## Athlétisme
| Épreuves                  | Or                                                                                      | Argent                                                                                                 | Bronze                                                                                        |
| ------------------------- | --------------------------------------------------------------------------------------- | --- | --------------------------------------------------------------------------------------------- |
| Hommes                    |                                                                                         | |                                                                                               |
| 100 m                     | Harold Abrahams (GBR)                                                                   | Jackson Scholz (USA)                                                                                   | Arthur Porritt (NZL)                                                                          |
| 200 m                     | Jackson Scholz (USA)                                                                    | Charley Paddock (USA)                                                                                  | Eric Liddell (GBR)                                                                            |
| 400 m                     | Eric Liddell (GBR)                                                                      | Horatio Fitch (USA)                                                                                    | Guy Butler (GBR)                                                                              |
| 800 m                     | Douglas Lowe (GBR)                                                                      | Paul Martin (SUI)                                                                                      | Schuyler Enck (USA)                                                                           |
| 1 500 m                   | Paavo Nurmi (FIN)                                                                       | Willy Schärer (SUI)                                                                                    | Henry Stallard (GBR)                                                                          |
| 5 000 m                   | Paavo Nurmi (FIN)                                                                       | Ville Ritola (FIN)                                                                                     | Edvin Wide (SWE)                                                                              |
| 10 000 m                  | Ville Ritola (FIN)                                                                      | Edvin Wide (SWE)                                                                                       | Eero Berg (FIN)                                                                               |
| Marathon                  | Albin Stenroos (FIN)                                                                    | Romeo Bertini (ITA)                                                                                    | Clarence DeMar (USA)                                                                          |
| 110 m haies               | Dan Kinsey (USA)                                                                        | Sid Atkinson (RSA)                                                                                     | Sten Pettersson (SWE)                                                                         |
| 400 m haies               | Morgan Taylor (USA)                                                                     | Erik Wilén (FIN)                                                                                       | Ivan Riley (USA)                                                                              |
| 3 000 m steeple           | Ville Ritola (FIN)                                                                      | Elias Katz (FIN)                                                                                       | Paul Bontemps (FRA)                                                                           |
| Cross individuel          | Paavo Nurmi (FIN)                                                                       | Ville Ritola (FIN)                                                                                     | Earl Johnson (USA)                                                                            |
| Relais 4 × 100 m          | États-Unis Louis Clarke Frank Hussey Alfred LeConey Loren Murchison                     | Grande-Bretagne Harold Abrahams Wilfred Nichol Walter Rangeley Lancelot Royle                          | Pays-Bas Jacob Boot Harry Broos Marinus van den Berge Jan de Vries                            |
| Relais 4 × 400 m          | États-Unis Commodore Cochran Alan Helffrich Oliver MacDonald William Stevenson          | Suède Erik Byléhn Nils Engdahl Artur Svensson Gustaf Wejnarth                                          | Grande-Bretagne Guy Butler George Renwick Richard Ripley Edward Toms                          |
| 3 000 m par équipes       | Finlande Elias Katz Frej Liewendahl Paavo Nurmi Ville Ritola Eino Seppälä Sameli Tala   | Grande-Bretagne Arthur Clark Harry Johnston Bert McDonald Walter Porter William Seagrove George Webber | États-Unis James Connolly William Cox Edward Kirby Leo Larrivee Joie Ray Willard Tibbetts     |
| Cross-country par équipes | Finlande Eero Berg Heikki Liimatainen Paavo Nurmi Eino Rastas Ville Ritola Väinö Sipilä | États-Unis Verne Booth August Fager John Gray Jimmy Henigan Earl Johnson Arthur Studenroth             | France Lucien Dolquès Gaston Heuet André Lauseig Henri Lauvaux Robert Marchal Maurice Norland |
| 10 km marche              | Ugo Frigerio (ITA)                                                                      | Gordon Goodwin (GBR)                                                                                   | Cecil McMaster (RSA)                                                                          |
| Saut en hauteur           | Harold Osborn (USA)                                                                     | Leroy Brown (USA)                                                                                      | Pierre Lewden (FRA)                                                                           |
| Saut à la perche          | Lee Barnes (USA)                                                                        | Glenn Graham (USA)                                                                                     | James Brooker (USA)                                                                           |
| Saut en longueur          | DeHart Hubbard (USA)                                                                    | Edward Gourdin (USA)                                                                                   | Sverre Hilmar Hansen (NOR)                                                                    |
| Triple saut               | Nick Winter (AUS)                                                                       | Luis Brunetto (ARG)                                                                                    | Vilho Tuulos (FIN)                                                                            |
| Lancer du poids           | Clarence Houser (USA)                                                                   | Glenn Hartranft (USA)                                                                                  | Ralph Hills (USA)                                                                             |
| Lancer du disque          | Clarence Houser (USA)                                                                   | Vilho Niittymaa (FIN)                                                                                  | Thomas Lieb (USA)                                                                             |
| Lancer du marteau         | Fred Tootell (USA)                                                                      | Matthew McGrath (USA)                                                                                  | Malcolm Nokes (GBR)                                                                           |
| Lancer du javelot         | Jonni Myyrä (FIN)                                                                       | Gunnar Lindström (SWE)                                                                                 | Eugene Oberst (USA)                                                                           |
| Pentathlon                | Eero Lehtonen (FIN)                                                                     | Elemér Somfay (HUN)                                                                                    | Robert LeGendre (USA)                                                                         |
| Décathlon                 | Harold Osborn (USA)                                                                     | Emerson Norton (USA)                                                                                   | Aleksander Klumberg (EST)                                                                     |

## Aviron
| Épreuves            | Or | Argent | Bronze |
| ------------------- | --- | --- | --- |
| Hommes              | | | |
| Skiff               | Jack Beresford (GBR) | William Gilmore (USA) | Josef Schneider (SUI) |
| Deux de couple      | États-Unis Paul Costello John Kelly, Sr | France Marc Detton Jean-Pierre Stock                                                                                                 | Suisse Rudolf Bosshard Heinrich Thoma |
| Deux sans barreur   | Pays-Bas Antonie Christiaan Beijnen Wilhelm Rösingh | France Maurice Bouton Georges Piot                                                                                                   | non décernée |
| Deux avec barreur   | Suisse Édouard Candeveau Alfred Felber Emil Lachapelle | Italie Ercole Olgeni Giovanni Scatturin Gino Sopracordevole                                                                          | États-Unis Leon Butler Edward Jennings Harold Wilson |
| Quatre sans barreur | Grande-Bretagne Charles Eley James MacNabb Robert Morrison Terence Sanders                                                                                    | Canada Archibald Black Colin Finlayson George MacKay William Wood                                                                    | Suisse Emile Albrecht Alfred Probst Eugen Sigg Hans Walter |
| Quatre avec barreur | Suisse Emile Albrecht Walter Lossli Alfred Probst Eugen Sigg Hans Walter                                                                                      | France Ernest Barberolle Eugène Constant Louis Gressier Georges Lecointe Raymond Talleux                                             | États-Unis Robert Gerhardt Sidney Jelinek John Kennedy Edward Mitchell Henry Welsford                                                                            |
| Huit                | États-Unis Leonard Carpenter Howard Kingsbury Alfred Lindley John Miller James Rockefeller Frederick Sheffield Benjamin Spock Laurence Stoddard Alfred Wilson | Canada Arthur Bell Ivor Campbell Robert Hunter William Langford Harold Little John Smith Warren Snyder Norman Taylor William Wallace | Italie Antonio Cattalinich Francesco Cattalinich Simeone Cattalinich Giuseppe Crivelli Latino Galasso Vittorio Gliubich Pietro Ivanov Bruno Sorić Carlo Toniatti |

## Boxe
| Épreuves                         | Or                       | Argent                  | Bronze                     |
| -------------------------------- | ------------------------ | ----------------------- | -------------------------- |
| Hommes                           |                          |                         |                            |
| Poids mouches Moins de 50,8 kg   | Fidel LaBarba (USA)      | James McKenzie (GBR)    | Raymond Fee (USA)          |
| Poids coqs Moins de 53,5 kg      | William Smith (RSA)      | Salvatore Tripoli (USA) | Jean Ces (FRA)             |
| Poids plumes Moins de 57,2 kg    | Jackie Fields (USA)      | Joseph Salas (USA)      | Pedro Quartucci (ARG)      |
| Poids légers Moins de 61,2 kg    | Hans Jacob Nielsen (DEN) | Alfredo Copello (ARG)   | Frederick Boylstein (USA)  |
| Poids welters Moins de 66,7 kg   | Jean Delarge (BEL)       | Héctor Méndez (ARG)     | Douglas Lewis (CAN)        |
| Poids moyens Moins de 72,6 kg    | Harry Mallin (GBR)       | John Elliott (GBR)      | Joseph Jules Beecken (BEL) |
| Poids mi-lourds Moins de 79,4 kg | Harry Mitchell (GBR)     | Thyge Petersen (DEN)    | Sverre Sørsdal (NOR)       |
| Poids lourds Plus de 79,4 kg     | Otto von Porat (NOR)     | Søren Petersen (DEN)    | Alfredo Porzio (ARG)       |

## Cyclisme

### Piste
| Épreuves              | Or                                                                            | Argent                                                                  | Bronze                                                                         |
| --------------------- | ----------------------------------------------------------------------------- | ----------------------------------------------------------------------- | ------------------------------------------------------------------------------ |
| Hommes                |                                                                               |                                                                         |                                                                                |
| 50 kilomètres         | Ko Willems (NED)                                                              | Cyril Alden (GBR)                                                       | Harry Wyld (GBR)                                                               |
| Vitesse individuelle  | Lucien Michard (FRA)                                                          | Jaap Meijer (NED)                                                       | Jean Cugnot (FRA)                                                              |
| Poursuite par équipes | Italie Angelo De Martino Alfredo Dinale Aurelio Menegazzi Francesco Zucchetti | Pologne Józef Lange Jan Lazarski Tomasz Stankiewicz Franciszek Szymczyk | Belgique Léonard Daghelinckx Henri Hoevenaers Fernand Saivé Jean Van Den Bosch |
| Tandem                | France Lucien Choury Jean Cugnot                                              | Danemark Edmund Hansen Willy Falck Hansen                               | Pays-Bas Gerard Bosch van Drakestein Maurice Peeters                           |

### Route
| Épreuves           | Or                                                  | Argent                                                          | Bronze                                     |
| ------------------ | --------------------------------------------------- | --------------------------------------------------------------- | ------------------------------------------ |
| Hommes             |                                                     |                                                                 |                                            |
| Course en ligne    | Armand Blanchonnet (FRA)                            | Henri Hoevenaers (BEL)                                          | René Hamel (FRA)                           |
| Course par équipes | France Armand Blanchonnet René Hamel Georges Wambst | Belgique Henri Hoevenaers Alphonse Parfondry Jean Van Den Bosch | Suède Erik Bohlin Ragnar Malm Gunnar Sköld |

## Escrime
| Épreuves            | Or | Argent | Bronze |
| ------------------- | --- | --- | --- |
| Hommes              | | | |
| Épée individuelle   | Charles Delporte (BEL) | Roger Ducret (FRA) | Nils Hellsten (SWE) |
| Épée par équipes    | France Georges Buchard Roger Ducret Lucien Gaudin André Labatut Robert Liottel Alexandre Lippmann Georges Tainturier              | Belgique Paul Anspach Joseph De Craecker Fernand de Montigny Charles Delporte Ernest Gevers Léon Tom                     | Italie Giulio Basletta Marcello Bertinetti Giovanni Canova Vincenzo Cuccia Virgilio Mantegazza Oreste Moricca           |
| Fleuret individuel  | Roger Ducret (FRA) | Philippe Cattiau (FRA)                                                                                                   | Maurice Van Damme (BEL)                                                                                                 |
| Fleuret par équipes | France Philippe Cattiau Jacques Coutrot Roger Ducret Guy de Luget Lucien Gaudin Henri Jobier André Labatut Joseph Perotaux        | Belgique Marcel Berre Désiré Beaurain Charles Crahay Fernand de Montigny Albert De Roocker Maurice Van Damme             | Hongrie László Berti István Lichteneckert Sándor Pósta Zoltán Schenker Ödön Tersztyánszky                               |
| Sabre individuel    | Sándor Pósta (HUN) | Roger Ducret (FRA) | János Garay (HUN) |
| Sabre par équipes   | Italie Renato Anselmi Guido Balzarini Bino Bini Marcello Bertinetti Vincenzo Cuccia Oreste Moricca Oreste Puliti Giulio Sarrocchi | Hongrie László Berti János Garay Sándor Pósta József Rády Zoltán Schenker László Széchy Ödön Tersztyánszky Jenő Uhlyárik | Pays-Bas Adrianus de Jong Jetze Doorman Hendrik Scherpenhuizen Jan van der Wiel Maarten van Dulm Henri Wijnoldy-Daniëls |
| Femmes              | | | |
| Fleuret individuel  | Ellen Osiier (DEN) | Gladys Davies (GBR) | Grete Heckscher (DEN)                                                                                                   |

## Football
| Épreuves         | Or | Argent | Bronze |
| ---------------- | --- | --- | --- |
| Tournoi masculin | Uruguay José Andrade Pedro Arispe Pedro Casella Pedro Cea Luis Chiappara Pedro Etchegoyen Alfredo Ghierra Andrés Mazali José Nasazzi José Naya Pedro Petrone Ángel Romano Zoilo Saldombide Héctor Scarone Pascual Somma Humberto Tomassina Antonio Urdinarán Santos Urdinarán Fermín Uriarte José Vidal Alfredo Zibechi Pedro Zingone | Suisse Max Abegglen Félix Bédouret Charles Bouvier Walter Dietrich Karl Ehrenbolger Paul Fässler Gustav Gottenkieny Jean Haag Marcel Katz Edmond Kramer Adolphe Mengotti August Oberhauser Robert Pache Aron Pollitz Hans Pulver Rudolf Ramseyer Adolphe Reymond Louis Richard Theodor Schär Paul Schmiedlin Paul Sturzenegger Walter Weiler | Suède Axel Alfredsson Charles Brommesson Gustaf Carlsson Albin Dahl Sven Friberg Karl Gustafsson Fritjof Hillén Konrad Hirsch Gunnar Holmberg Per Kaufeldt Tore Keller Rudolf Kock Sigfrid Lindberg Vigor Lindberg Sven Lindqvist Evert Lundquist Sten Mellgren Gunnar Olsson Sven Rydell Harry Sundberg Thorsten Svensson Robert Zander |

## Gymnastique
| Épreuves                    | Or | Argent | Bronze |
| --------------------------- | --- | --- | --- |
| Concours par équipes        | Italie Luigi Cambiaso Mario Lertora Vittorio Lucchetti Luigi Maiocco Ferdinando Mandrini Francesco Martino Giuseppe Paris Giorgio Zampori | France Eugène Cordonnier Léon Delsarte François Gangloff Jean Gounot Arthur Hermann Alphonse Higelin Joseph Huber Albert Séguin | Suisse Hans Grieder August Güttinger Jean Gutweniger Georges Miez Otto Pfister Antoine Rebetez Carl Widmer Josef Wilhelm |
| Concours général individuel | Leon Štukelj (YUG) | Robert Pražák (TCH) | Bedřich Šupčík (TCH) |
| Cheval d'arçon              | Josef Wilhelm (SUI) | Jean Gutweniger (SUI) | Antoine Rebetez (SUI) |
| Anneaux                     | Francesco Martino (ITA) | Robert Pražák (TCH) | Ladislav Vácha (TCH) |
| Saut de cheval              | Frank Kriz (USA) | Jan Koutný (TCH) | Bohumil Mořkovský (TCH)                                                                                                  |
| Barres parallèles           | August Güttinger (SUI) | Robert Pražák (TCH) | Giorgio Zampori (ITA) |
| Barre fixe                  | Leon Štukelj (YUG) | Jean Gutweniger (SUI) | Alphonse Higelin (FRA)                                                                                                   |
| Montée à la corde           | Bedřich Šupčík (TCH) | Albert Séguin (FRA) | August Güttinger (SUI) Ladislav Vácha (TCH)                                                                              |
| Saut de côté                | Albert Séguin (FRA) | François Gangloff (FRA) Jean Gounot (FRA)                                                                                       | |

## Haltérophilie
| Épreuves         | Or                        | Argent                  | Bronze                  |
| ---------------- | ------------------------- | ----------------------- | ----------------------- |
| Hommes           |                           |                         |                         |
| Moins de 60 kg   | Pierino Gabetti (ITA)     | Andreas Stadler (AUT)   | Arthur Reinmann (SUI)   |
| Moins de 67,5 kg | Edmond Decottignies (FRA) | Anton Zwerina (AUT)     | Bohumil Durdys (TCH)    |
| Moins de 75 kg   | Carlo Galimberti (ITA)    | Alfred Neuland (EST)    | Jaan Kikkas (EST)       |
| Moins de 82,5 kg | Charles Rigoulot (FRA)    | Fritz Hünenberger (SUI) | Leopold Friedrich (AUT) |
| Plus de 82,5 kg  | Giuseppe Tonani (ITA)     | Franz Aigner (AUT)      | Harald Tammer (EST)     |

## Lutte

### Gréco-romaine
| Épreuves         | Or                      | Argent                   | Bronze                 |
| ---------------- | ----------------------- | ------------------------ | ---------------------- |
| Hommes           |                         |                          |                        |
| Moins de 58 kg   | Eduard Pütsep (EST)     | Anselm Ahlfors (FIN)     | Väinö Ikonen (FIN)     |
| Moins de 62 kg   | Kalle Anttila (FIN)     | Aleksander Toivola (FIN) | Erik Malmberg (SWE)    |
| Moins de 67,5 kg | Oskari Friman (FIN)     | Lajos Keresztes (HUN)    | Källe Westerlund (FIN) |
| Moins de 75 kg   | Edvard Westerlund (FIN) | Arthur Lindfors (FIN)    | Roman Steinberg (EST)  |
| Moins de 82,5 kg | Carl Westergren (SWE)   | Rudolf Svensson (SWE)    | Onni Pellinen (FIN)    |
| Plus de 82,5 kg  | Henri Deglane (FRA)     | Edil Rosenqvist (FIN)    | Rajmund Badó (HUN)     |

### Libre
| Épreuves       | Or                       | Argent                | Bronze                 |
| -------------- | ------------------------ | --------------------- | ---------------------- |
| Hommes         |                          |                       |                        |
| Moins de 56 kg | Kustaa Pihlajamäki (FIN) | Kaarlo Mäkinen (FIN)  | Bryan Hines (USA)      |
| Moins de 61 kg | Robin Reed (USA)         | Chester Newton (USA)  | Katsutoshi Naitō (JPN) |
| Moins de 66 kg | Russell Vis (USA)        | Volmar Wikström (FIN) | Arvo Haavisto (FIN)    |
| Moins de 72 kg | Hermann Gehri (SUI)      | Eino Leino (FIN)      | Otto Müller (SUI)      |
| Moins de 79 kg | Fritz Hagmann (SUI)      | Pierre Ollivier (BEL) | Vilho Pekkala (FIN)    |
| Moins de 87 kg | John Spellman (USA)      | Rudolf Svensson (SWE) | Charles Courant (SUI)  |
| Plus de 87 kg  | Harry Steel (USA)        | Henri Wernli (SUI)    | Archie McDonald (GBR)  |

## Natation
| Épreuves                    | Or                                                                            | Argent                                                                     | Bronze                                                        |
| --------------------------- | ----------------------------------------------------------------------------- | -------------------------------------------------------------------------- | ------------------------------------------------------------- |
| Hommes                      |                                                                               |                                                                            |                                                               |
| 100 m nage libre            | Johnny Weissmuller (USA)                                                      | Duke Kahanamoku (USA)                                                      | Samuel Kahanamoku (USA)                                       |
| 400 m nage libre            | Johnny Weissmuller (USA)                                                      | Arne Borg (SWE)                                                            | Andrew Charlton (AUS)                                         |
| 1 500 m nage libre          | Andrew Charlton (AUS)                                                         | Arne Borg (SWE)                                                            | Frank Beaurepaire (AUS)                                       |
| 100 m dos                   | Warren Kealoha (USA)                                                          | Paul Wyatt (USA)                                                           | Károly Bartha (HUN)                                           |
| 200 m brasse                | Robert Skelton (USA)                                                          | Joseph De Combe (BEL)                                                      | William Kirschbaum (USA)                                      |
| Relais 4 × 200 m nage libre | États-Unis Ralph Breyer Harrison Glancy Wally O'Connor Johnny Weissmuller     | Australie Frank Beaurepaire Andrew Charlton Moss Christie Ernest Henry     | Suède Arne Borg Åke Borg Orvar Trolle Georg Werner            |
| Femmes                      |                                                                               |                                                                            |                                                               |
| 100 m nage libre            | Ethel Lackie (USA)                                                            | Mariechen Wehselau (USA)                                                   | Gertrude Ederle (USA)                                         |
| 400 m nage libre            | Martha Norelius (USA)                                                         | Helen Wainwright (USA)                                                     | Gertrude Ederle (USA)                                         |
| 100 m dos                   | Sybil Bauer (USA)                                                             | Phyllis Harding (GBR)                                                      | Aileen Riggin (USA)                                           |
| 200 m brasse                | Lucy Morton (GBR)                                                             | Agnes Geraghty (USA)                                                       | Gladys Carson (GBR)                                           |
| Relais 4 × 200 m nage libre | États-Unis Euphrasia Donnelly Gertrude Ederle Ethel Lackie Mariechen Wehselau | Grande-Bretagne Florence Barker Constance Jeans Grace McKenzie Vera Tanner | Suède Aina Berg Gulli Ewerlund Wivan Pettersson Hjördis Töpel |

## Pentathlon moderne
| Épreuves   | Or               | Argent               | Bronze             |
| ---------- | ---------------- | -------------------- | ------------------ |
| Hommes     |                  |                      |                    |
| Individuel | Bo Lindman (SWE) | Gustaf Dyrssen (SWE) | Bertil Uggla (SWE) |

## Plongeon
| Épreuves        | Or                     | Argent                 | Bronze                  |
| --------------- | ---------------------- | ---------------------- | ----------------------- |
| Hommes          |                        |                        |                         |
| Tremplin à 3 m  | Albert White (USA)     | Peter Desjardins (USA) | Clarence Pinkston (USA) |
| Haut-vol à 10 m | Albert White (USA)     | David Fall (USA)       | Clarence Pinkston (USA) |
| Plongeon simple | Dick Eve (AUS)         | Johan Jansson (SWE)    | Harold Clarke (GBR)     |
| Femmes          |                        |                        |                         |
| Tremplin à 3 m  | Elizabeth Becker (USA) | Aileen Riggin (USA)    | Caroline Fletcher (USA) |
| Haut-vol à 10 m | Caroline Smith (USA)   | Elizabeth Becker (USA) | Hjördis Töpel (SWE)     |

## Polo
| Épreuves         | Or                                                                             | Argent                                                                  | Bronze                                                                            |
| ---------------- | ------------------------------------------------------------------------------ | ----------------------------------------------------------------------- | --------------------------------------------------------------------------------- |
| Tournoi masculin | Argentine Arturo Kenny Juan Miles Guillermo Naylor Juan Nelson Enrique Padilla | États-Unis Elmer Boeseke Tommy Hitchcock Frederick Roe Rodman Wanamaker | Grande-Bretagne Frederick Barrett Dennis Bingham Fred Guest Percival Kinnear Wise |

## Rugby à XV
| Épreuves         | Or | Argent | Bronze |
| ---------------- | --- | --- | --- |
| Tournoi masculin | États-Unis Charlie Austin R. Brown J. Cashel Philip Clark Norman Cleaveland Hugh Cunningham Dudley DeGroot Robert Devereux George Martin Dixon Charlie Doe Linn Farrish Edward Graff C. Grondona Lou Hunter Richard Hyland Caesar Mannelli Charles Mehan John Muldoon William Muldoon John O'Neil Jack Patrick William Rogers Rudy Scholz Colby Slater Norman Slater Charles Tilden Edward Turkington Alan Valentine Alan Williams | France F. Abraham René Araou Jean Bayard Louis Béguet André Béhotéguy Marcel Besson Alex Bioussa Étienne Bonnes François Borde Adolphe Bousquet Aimé Cassayet Étienne Cayrol François Clauzel Clément Dupont Albert Dupouy Jean Etcheberry Ernest Frayssinet Henri Galau Gilbert Gérintès Charles-Anthoine Gonnet Raoul Got Adolphe Jauréguy Félix Lasserre Louis Lepatey Marcel-Frédéric Lubin-Lebrère Camille Montade Étienne Piquiral Roger Piteu Eugène Ribère Jean Vaysse | Roumanie Nicolae Anastasiade Dumitru Armăşel Gheorghe Benția J. Cociociaho Constantin Cratunescu Teodor Florian Petre Ghiţulescu Ion Gîrleşteanu Octav Luchide Jean Henry Manu Nicolae Mărăscu Teodor Marian Sorin Mihăilescu Paul Nedelcovici Iosif Nemeş Eugen Sfetescu Mircea Sfetescu Soare Sterian Mircea Stroescu Atanasie Tănăsescu Mihai Vardala Paul Vidraşcu Dumitru Volvoreanu |

## Tennis
| Épreuves         | Or                                                   | Argent                                         | Bronze                                                |
| ---------------- | ---------------------------------------------------- | ---------------------------------------------- | ----------------------------------------------------- |
| Simple messieurs | Vincent Richards (USA)                               | Henri Cochet (FRA)                             | Umberto de Morpurgo (ITA)                             |
| Simple dames     | Helen Wills (USA)                                    | Julie Vlasto (FRA)                             | Kitty McKane (GBR)                                    |
| Double messieurs | États-Unis Francis Hunter Vincent Richards           | France Jacques Brugnon Henri Cochet            | France Jean Borotra René Lacoste                      |
| Double dames     | États-Unis Hazel Hotchkiss Wightman Helen Wills      | Grande-Bretagne Phyllis Howkins Kitty McKane   | Grande-Bretagne Evelyn Colyer Dorothy Shepherd Barron |
| Double mixte     | États-Unis Hazel Hotchkiss Wightman Richard Williams | États-Unis Marion Zinderstein Vincent Richards | Pays-Bas Cornelia Bouman Hendrik Timmer               |

## Tir
| Épreuves                                            | Or                                                                                                 | Argent                                                                                       | Bronze                                                                                             |
| --------------------------------------------------- | -------------------------------------------------------------------------------------------------- | -------------------------------------------------------------------------------------------- | -------------------------------------------------------------------------------------------------- |
| Mixte                                               | |                                                                                              | |
| Carabine à 50 m position couchée                    | Pierre Coquelin de Lisle (FRA)                                                                     | Marcus Dinwiddie (USA)                                                                       | Josias Hartmann (SUI)                                                                              |
| Carabine à 600 m                                    | Morris Fisher (USA)                                                                                | Carl Osburn (USA)                                                                            | Niels Larsen (DEN)                                                                                 |
| Carabine par équipes                                | États-Unis Raymond Coulter Joseph Crockett Morris Fisher Sidney Hinds Walter Stokes                | France Paul Colas Albert Courquin Pierre Hardy Georges Roes Émile Rumeau                     | Haïti Ludovic Augustin Destin Destine Eloi Metullus Astrel Rolland Ludovic Valborge                |
| Fosse olympique                                     | Gyula Halasy (HUN)                                                                                 | Konrad Huber (FIN)                                                                           | Frank Hughes (USA)                                                                                 |
| Pistolet à 25 m tir rapide                          | Henry Bailey (USA)                                                                                 | Vilhelm Carlberg (SWE)                                                                       | Lennart Hannelius (FIN)                                                                            |
| Tir au cerf courant à 100 m coup simple             | John Boles (USA)                                                                                   | Cyril Mackworth-Praed (GBR)                                                                  | Otto Olsen (NOR)                                                                                   |
| Tir au cerf courant à 100 m coup simple par équipes | Norvège Einar Liberg Ole Lilloe-Olsen Harald Natvig Otto Olsen                                     | Suède Otto Hultberg Mauritz Johansson Fredric Landelius Alfred Swahn                         | États-Unis John Boles Raymond Coulter Dennis Fenton Walter Stokes                                  |
| Tir au cerf courant coup double à 100 m             | Ole Lilloe-Olsen (NOR)                                                                             | Cyril Mackworth-Praed (GBR)                                                                  | Alfred Swahn (SWE)                                                                                 |
| Tir au cerf courant à 100 m coup double par équipes | Grande-Bretagne Cyril Mackworth-Praed Philip Neame Herbert Perry Allen Whitty                      | Norvège Einar Liberg Ole Lilloe-Olsen Harald Natvig Otto Olsen                               | Suède Axel Ekblom Mauritz Johansson Fredric Landelius Alfred Swahn                                 |
| Tir aux pigeons par équipes                         | États-Unis Frederick Etchen Frank Hughes John Noel Clarence Platt Samuel Sharman William Silkworth | Canada William Barnes George Beattie John Black Robert Montgomery Samuel Newton Samuel Vance | Finlande Werner Ekman Konrad Huber Robert Huber Georg Nordblad Toivo Tikkanen Karl Magnus Wegelius |

## Voile
| Épreuves                    | Or                                                                                | Argent                                                                           | Bronze                                                                                      |
| --------------------------- | --------------------------------------------------------------------------------- | -------------------------------------------------------------------------------- | ------------------------------------------------------------------------------------------- |
| Hommes                      |                                                                                   |                                                                                  |                                                                                             |
| Monotype Olympique 1924     | Léon Huybrechts (BEL)                                                             | Henrik Robert (NOR)                                                              | Hans Dittmar (FIN)                                                                          |
| 6 m JI Jauge internationale | Norvège Christopher Dahl Eugen Lunde Anders Lundgren                              | Danemark Knud Degn Christian Nielsen Vilhelm Vett                                | Pays-Bas Joop Carp Anthonij Guépin Jan Vreede                                               |
| 8 m JI Jauge internationale | Norvège Rick Bockelie Harald Hagen Ingar Nielsen Carl Ringvold Carl Ringvold, Jr. | Grande-Bretagne Harold Fowler Edwin Jacob Thomas Riggs Walter Riggs Ernest Roney | France Louis Charles Breguet Pierre Gauthier Robert Girardet André Guerrier Georges Mollard |

## Water-polo
| Épreuves         | Or | Argent | Bronze |
| ---------------- | --- | --- | --- |
| Tournoi masculin | France Albert Deborgies Noël Delberghe Robert Desmettre Paul Dujardin Jean Lasquin Albert Mayaud Henri Padou Georges Rigal | Belgique Gérard Blitz Maurice Blitz Joseph Cludts Joseph De Combe Pierre Dewin Albert Durant Georges Fleurix Paul Gailly Joseph Pletinckx Jules Thiry Pierre Vermetten | États-Unis Arthur Austin Charles E. Collett Jam Handy Oliver Horn Frederick Lauer Clarence Michell John Bayes Norton Wally O'Connor George Schroth Herbert Vollmer Johnny Weissmuller |

## Athlètes les plus médaillés
| Athlète            | Pays            | Sport                 | Médaille d'or, Jeux olympiques | Médaille d'argent, Jeux olympiques | Médaille de bronze, Jeux olympiques | Total |
| Paavo Nurmi        | Finlande        | Athlétisme            | 5                              | 0                                  | 0                                   | 5     |
| Ville Ritola       | Finlande        | Athlétisme            | 4                              | 2                                  | 0                                   | 6     |
| Roger Ducret       | France          | Escrime               | 3                              | 2                                  | 0                                   | 5     |
| Johnny Weissmuller | États-Unis      | Natation / Water-polo | 3                              | 0                                  | 1                                   | 4     |
| Ole Lilloe-Olsen   | Norvège         | Tir                   | 2                              | 1                                  | 0                                   | 3     |
| Vincent Richards   | États-Unis      | Tennis                | 2                              | 1                                  | 0                                   | 3     |
| Albert Séguin      | France          | Gymnastique           | 1                              | 2                                  | 0                                   | 3     |
| Andrew Charlton    | Australie       | Natation              | 1                              | 1                                  | 1                                   | 3     |
| Sándor Pósta       | Hongrie         | Escrime               | 1                              | 1                                  | 1                                   | 3     |
| Gertrude Ederle    | États-Unis      | Natation              | 1                              | 0                                  | 2                                   | 3     |
| August Güttinger   | Suisse          | Gymnastique           | 1                              | 0                                  | 2                                   | 3     |
| Robert Pražák      | Tchécoslovaquie | Gymnastique           | 0                              | 3                                  | 0                                   | 3     |
| Arne Borg          | Suède           | Natation              | 0                              | 2                                  | 1                                   | 3     |
| Jean Gutweniger    | Suisse          | Gymnastique           | 0                              | 2                                  | 1                                   | 3     |
| Alfred Swahn       | Suède           | Tir                   | 0                              | 1                                  | 2                                   | 3     |